# Рафаель Стаккіотті
Рафаель Стаккіотті (9 березня 1992) — люксембурзький плавець.
Учасник Олімпійських Ігор 2008, 2012, 2016 років.